# Sosígenes (filòsof)
Sosígenes d'Alexandria (Sosigenes, Σωσιγένης) fou un filòsof peripatètic i astrònom suposadament nascut a Alexandria d'Egipte, però grec de nació. Juli Cèsar li va encarregar la correcció del calendari (46 aC). De la seva personalitat només es coneix que era un astrònom de cert renom i Simplici diu que va escriure sobre astronomia. Segurament va viure a Roma fins al temps d'August i va ajudar en l'establiment del nou calendari que després August hauria retocat contra la seva voluntat.

## Calendari julià
Segons els càlculs d'aquest astrònom, la revolució solar va ser fixada en 365 dies i sis hores, resultat d'alta aproximació, amb un petitíssim marge d'error, donats els rudimentaris instruments de l'època, ja que l'error absolut va ser només de 11 minuts i 9 segons a l'any, és a dir, menys de dos segons per dia.
Així va néixer l'anomenat calendari julià, ja de cicle solar, amb una durada de 365 dies i 1/4 (6 hores), que cada quatre anys intercalava un dia extra per ajustar el còmput entre el 25 i el 24 de febrer, i per ser el 24 el «sextus davant Kalendas Martius» el dia extra es va anomenar «bis sextus», d'on ve el nom d'"any bisextil" (de traspàs). Aquest calendari va ser l'oficial durant tot l'Imperi romà, i l'Església catòlica, mitjançant Dionysius Exiguus, el va adoptar per fer el còmput de la Pasqua, però ja va advertir en el Concili de Nicea (325) que els càlculs de Sosígenes eren erronis, encara que no va prendre cap decisió sobre la seva reforma. De fet va seguir calculant la data de la celebració de la principal festa del cristianisme, la Pasqua de Resurrecció el primer diumenge després del primer pleniluni després del equinocci de primavera, prenent aquest com una data fixa, el 21 mar atenint el calendari julià.

## Eponímia
- El cràter lunar Sosígenes porta aquest nom en memòria seva.[2]